# Companhia Central Peninsular dos Caminhos de Ferro de Portugal
A Companhia Central Peninsular dos Caminhos de Ferro de Portugal, mais conhecida como Companhia Peninsular, foi a primeira empresa ferroviária portuguesa, que construiu o lanço entre Lisboa e o Carregado da Linha do Norte, em Portugal. Foi constituída pelo empresário britânico Hardy Hislop em 1853, e extinta em 1857.

## História

### Antecedentes
Em meados do Século XIX, verificou-se um forte atraso nos transportes em Portugal, especialmente no rodoviário; para tentar resolver esta situação, foi criada, durante o governo de Costa Cabral, a Companhia das Obras Públicas Portuguesas, com o propósito de desenvolver os transportes no país, e introduzir o caminho de ferro entre Lisboa e fronteira com Espanha. No entanto, devido à instabilidade política e social, e à fragilidade financeira da Companhia, as obras não chegaram a avançar.

### Formação

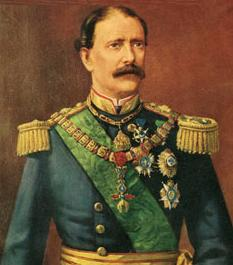
Fontes Pereira de Melo

Durante o regime de Fontes Pereira de Melo, já numa situação social mais estável, voltou a pensar-se na introdução do comboio em Portugal, no âmbito da Política dos Melhoramentos Materiais. A ideia principal continuou a ser a ligação de Lisboa à fronteira. Previa-se que empreendimento seria demasiado avultado para a capacidade económica portuguesa, pelo que iriam ser principalmente utilizados capitais estrangeiros, que seriam pagos com o fruto da riqueza gerada pelo desenvolvimento do país.
Neste contexto, surge Hardy Hislop, um cidadão britânico cuja ambição mas reduzidos meios financeiros lhe granjearam comparações desfavoráveis a Cecil Rhodes. Foi bem aceite pelo meio político de Lisboa, tendo conseguido introduzir-se como o representante de um grupo de empresários ingleses interessados em construir os caminhos de ferro em Portugal. Desta forma, apresentou uma proposta para um caminho de ferro desde a capital até à fronteira, junto a Badajoz. Em 18 de Julho de 1851 foi criada uma comissão para apreciar esta proposta, tendo os resultados desta comissão sido aproveitados para criar, em 20 de Outubro, as bases para um concurso de Lisboa à fronteira, passando por Santarém. O concurso foi lançado pelo Ministro da Fazenda, Fontes Pereira de Melo, e decorreu entre 6 de Maio e 31 de Julho de 1852, tendo surgido três propostas, incluindo Hardy Hislop, em representação da Companhia Central Peninsular dos Caminhos de Ferro Portugueses, que ele próprio tinha criado com esse fim. a companhia predispunha-se a construir a linha, segundo constaria no contrato, mediante uma garantia de juro de 6% sobre os capitais investidos na construção, e uma amortização de 1 ou 1½ %, dependendo da avaliação do governo. Além da linha até Santarém, a companhia também estava disposta a construir os lanços seguintes, até ao Porto e à fronteira, se ganhasse as concessões definitivas.
Uma vez que as duas outras propostas não respeitavam as condições do concurso, o lanço de Lisboa até Santarém foi adjudicado à Companhia Central Peninsular, de forma provisória, com uma garantia de juro de 6%. O estado comprometia-se a subscrever um terço do capital necessário à execução das obras (no valor de 1200 mil Réis), a não autorizar a implantação de quaisquer linhas paralelas numa distância inferior a 50 Km, a ceder gratuitamente os terrenos públicos necessários, a pagar um dividendo de 6% ao capital despendido, e a autorizar amplas isenções fiscais. Em contrapartida, conservaria o direito de fiscalização, e poderia resgatar a linha, incluindo as instalações e o material circulante, ao final de 25 anos. No entanto, Hislop, quando assinou o contrato, já tinha demonstrado algumas dúvidas sobre se lhe iria ser fornecido o indispensável apoio financeiro, e só depois da concessão ter sido passada a uma outra companhia, com a denominação exactamente igual, é que as obras foram iniciadas pelos engenheiros ingleses.
O traçado original para a linha, que foi elaborado pelo engenheiro Thomaz Rumball e entregue por Hardy Hislop ao governo em 7 de Dezembro de 1852, previa que a via férrea partisse do Largo de Arroios, com a estação instalada no Palácio do Conde de Mesquitela. Em 9 de Dezembro, o ponto inicial da linha foi modificado para o Largo do Intendente, mas esta solução afastava a linha das margens do Tejo em Lisboa, impossibilitando que o caminho de ferro recebesse os materiais necessários à construção e operação, além que iria reduzir o tráfego previsto. Assim, foi planeado um ramal pelo vale de Chelas até Xabregas, onde seria instalada uma ponte de descarga. Após a realização de estudos, em 3 de Fevereiro de 1853 foi aprovado um novo percurso para a linha, cuja estação inicial foi passada para o Cais dos Soldados. Esta modificação foi criticada pelo engenheiro White, da companhia concessionária, que considerava que no novo local não existia espaço suficiente para futuras ampliações, o que posteriormente se confirmou.
Em 7 de Fevereiro, Fontes Pereira de Melo decretou um prazo de 40 dias para a constituição definitiva da Companhia Central Peninsular, após provar que pelo menos três quartas partes do capital já tinham sido subscritas. Por um diploma de 28 de Março, os estatutos foram aprovados em 10 de Maio, formando oficialmente a Companhia. O contrato definitivo foi passado no dia seguinte, e ratificado por uma Lei de 18 de Agosto. Em Junho, a gerência administrativa da Companhia foi profundamente alterada. Estas manobras, e a própria estrutura desorganizada da Companhia, provocaram um atraso considerável no início das obras. Por exemplo, os empregados de secretaria não auferiam qualquer salário, sendo recompensados com refeições em restaurantes, bilhetes para os teatros, e cavalos, sendo uma das suas principais funções, atribuídas pelo próprio Hislop, de passar a alta velocidade pelo Rossio e pelo Chiado, de forma a simular que estavam a tratar de assuntos urgentes. Ainda assim, o estado foi amparando a situação, até que o escândalo se tornou evidente, tendo Hardy Hislop sido forçado a marcar um dia para o início dos trabalhos; no entanto, após ser pressionado pelo governo, confessou que não dispunha de quaisquer recursos financeiros. O governo tentou manter as aparências, realizando uma cerimónia simbólica de início da construção, em 7 de Maio de 1853. No entanto, as obras continuaram paradas após a cerimónia, tendo Fontes Pereira de Melo tomado a iniciativa de formar uma companhia portuguesa, para tomar a concessão atribuída à Companhia Central e Peninsular. A nova companhia devia ter um capital de 3.600 mil réis, que seria financiado em três partes iguais; uma devia ser coberta pelo Governo, outra por subscritores, e o restante pelos empreiteiros. No entanto, era necessário transmitir as antigas acções da companhia de Hislop para a nova empresa, mas este processo teria de ser aprovado pelo conselho de administração, que não chegou a ser formado devido à natureza artificial da companhia. Para resolver esta situação, Hislop terá supostamente organizado um simulacro, tendo trazido doze indigentes de Londres, e ordenado que fossem tratados e vestidos como grandes burgueses, de forma a passarem como administradores. Depois de fazerem o seu papel, terão sido rapidamente transportados de volta ao Reino Unido.
A obra foi entregue aos empreiteiros Waring Brothers & Shaw, de Londres, por um valor de 3.501 mil réis, comprometendo-se a ter a via pronta até Santarém, com o material circulante necessário e as comunicações telegráficas. As normas de fiscalização para as obras foram decretadas em 5 de Setembro de 1853, tendo os trabalhos começado no dia 17 do mesmo mês.

### Declínio e extinção

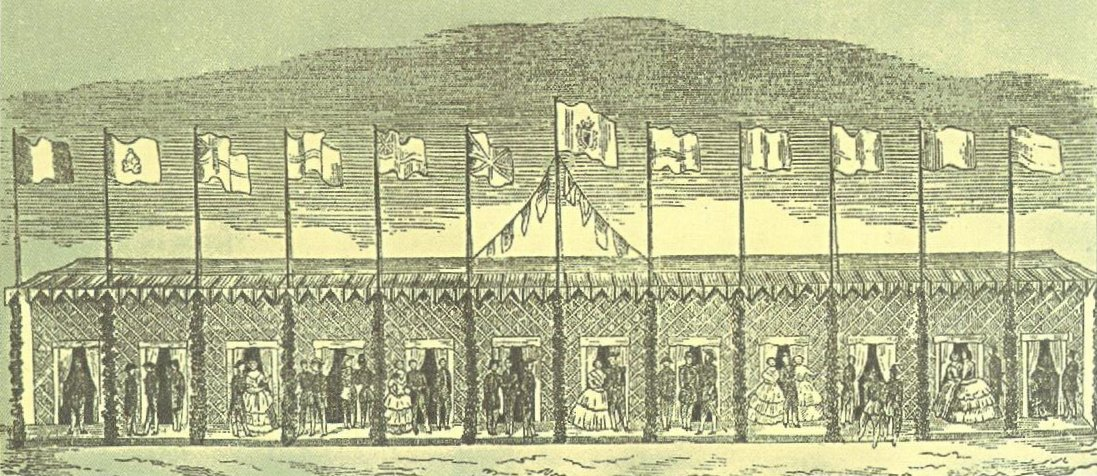
Pavilhão montado na Estação do Carregado, para a cerimónia de inauguração da linha férrea.

Durante cerca de dois anos, as obras prosseguiram, embora a um ritmo lento, acabando por ser suspensas em 5 de Setembro de 1855, devido a disputas entre a Companhia e os empreiteiros, tendo Fontes de Melo sido obrigado a intervir no dia seguinte, passando o governo a tomar conta das obras. Em 7 de Fevereiro de 1856, as obras foram entregues à gestão do engenheiro Watier, enquanto que o estado tentou chegar a acordo com os empreiteiros, sem resultados, e em 28 de Agosto adiantou à Companhia o valor de 460:000$000, sob penhor das acções em carteira. O contrato com os empreiteiros foi rescindido, passando os trabalhos a serem feitos directamente pela empresa. Foi desta forma que foi inaugurado o primeiro troço, até ao Carregado, em 28 de Outubro desse ano. A linha entrou ao serviço no dia seguinte, com duas viagens diárias de ida e volta.
Apesar da abertura ao serviço, e das ajudas estatais, a Companhia continuava em dificuldades, tendo as obras e os estudos sido interrompidos pouco depois. Desta forma, verificou-se que seria impossível atingir o objectivo acordado, de chegar a Santarém antes de Setembro de 1857, pelo que Carlos Bento da Silva apresentou, em 14 de Abril, um projecto de lei às Cortes, para denunciar o contrato com a Companhia Peninsular e aceitar um novo contrato, com o engenheiro e empresário britânico Samuel Morton Peto, para a construção de um caminho de ferro de Lisboa ao Porto. O projecto de lei foi aceite, tendo sido anulado o contrato com a Companhia Peninsular, e a continuação da linha entregue a Morton Peto. O troço seguinte, até Virtudes, foi inaugurado em 31 de Julho do mesmo ano.
O caso da Companhia Peninsular foi um exemplo de uma situação que se verificou por toda a Europa, com uma forte especulação financeira a acompanhar os primeiros desenvolvimentos dos caminhos de ferro.

## Descrição

### Economia e gestão
A Companhia Central e Peninsular sofreu de graves problemas de gestão durante a sua efémera existência, tendo uma organização instável e fracos recursos financeiros, não obstante o apoio estatal. A sua base económica era fundada principalmente em capitais de origem britânica.

### Vias e material circulante
Esta companhia utilizava vias com a Bitola padrão, de 1435 mm, e material circulante com atrelagens do tipo europeu, com tampões e um tensor de engate.